# Pimpinella betulaefolia
Pimpinella betulaefolia är en flockblommig växtart som beskrevs av Johannes Michael Friedrich Adam och Carl Friedrich von Ledebour. Pimpinella betulaefolia ingår i släktet bockrötter, och familjen flockblommiga växter. Inga underarter finns listade i Catalogue of Life.